# Unusual Object
Unusual Object ist ein Jazzalbum von Josh Johnson. Die wohl um 2023 entstandenen Aufnahmen erschienen 2024 auf Northern Spy Records.

## Hintergrund
Josh Johnsons vielseitiger Lebenslauf – die Zusammenarbeit mit so unterschiedlichen Künstlern wie Jeff Parker, Gregory Uhlmann, Makaya McCraven, Marquis Hill und Leon Bridges – habe ihm die Freiheit gegeben, eigene Ideen zu realisieren, schrieb Chris Ingalls. Insbesondere seine Arbeit als Produzent und Saxophonist für Meshell Ndegeocellos Grammy-Album The Omnichord Real Book aus dem Jahr 2023 habe seine Referenzen weiter gefestigt.
Auf diesem Album ist Johnson der einzige Instrumentalist, der auftritt, merkte Rob Shepherd an. Sein Altsaxophon ist zwar das einzige Blasinstrument, aber nur ein Teil der auf dem Album präsentierten Klangcollage. Johnson integrierte dafür Samples, elektronische und Pedaleffekte auf eine Weise, die seine Vorgänger (im Bereich des Solo-Saxophon-Albums) im Allgemeinen nicht unternommen hätten. Diese zusätzlichen Eingaben ermöglichen es ihm, völlig unterschiedliche Klangumgebungen zu schaffen. Das Ergebnis sind Stücke wie „Marvis“, in denen die sanfte Melodie des Saxophonisten durch ein sprudelndes, verzerrtes und manchmal trübes Klang-Terrain gleitet, oder „All Alone“, wo ein sanftes, sich wiederholendes elektronisches Motiv eine Atmosphäre der Einsamkeit und Trostlosigkeit schafft, über der das Saxofon seine bluesigen Schreie erklingen lässt.
Das Album endet mit einem Cover von Mal Waldrons Komposition „All Alone“, die zunächst auf dessen erstem gleichnamigen, 1966 aufgenommenen Soloalbum vorgestellt wurde.

## Titelliste
- Josh Johnson: Unusual Object (Northern Spy Records – NS166)[4]

1. Who Happens If 1:25
2. Marvis 7:05
3. Telling You 2:46
4. Quince 6:26
5. Deep Dark 2:01
6. Jeanette 4:41
7. Reddish 1:46
8. Sterling 4:37
9. Local City of Industry 1:21
10. Free Mechanical 2:35
11. All Alone (Mal Waldron) 4:09

Wenn nicht anders vermerkt, stammen die Kompositionen von Josh Johnson.

## Rezeption

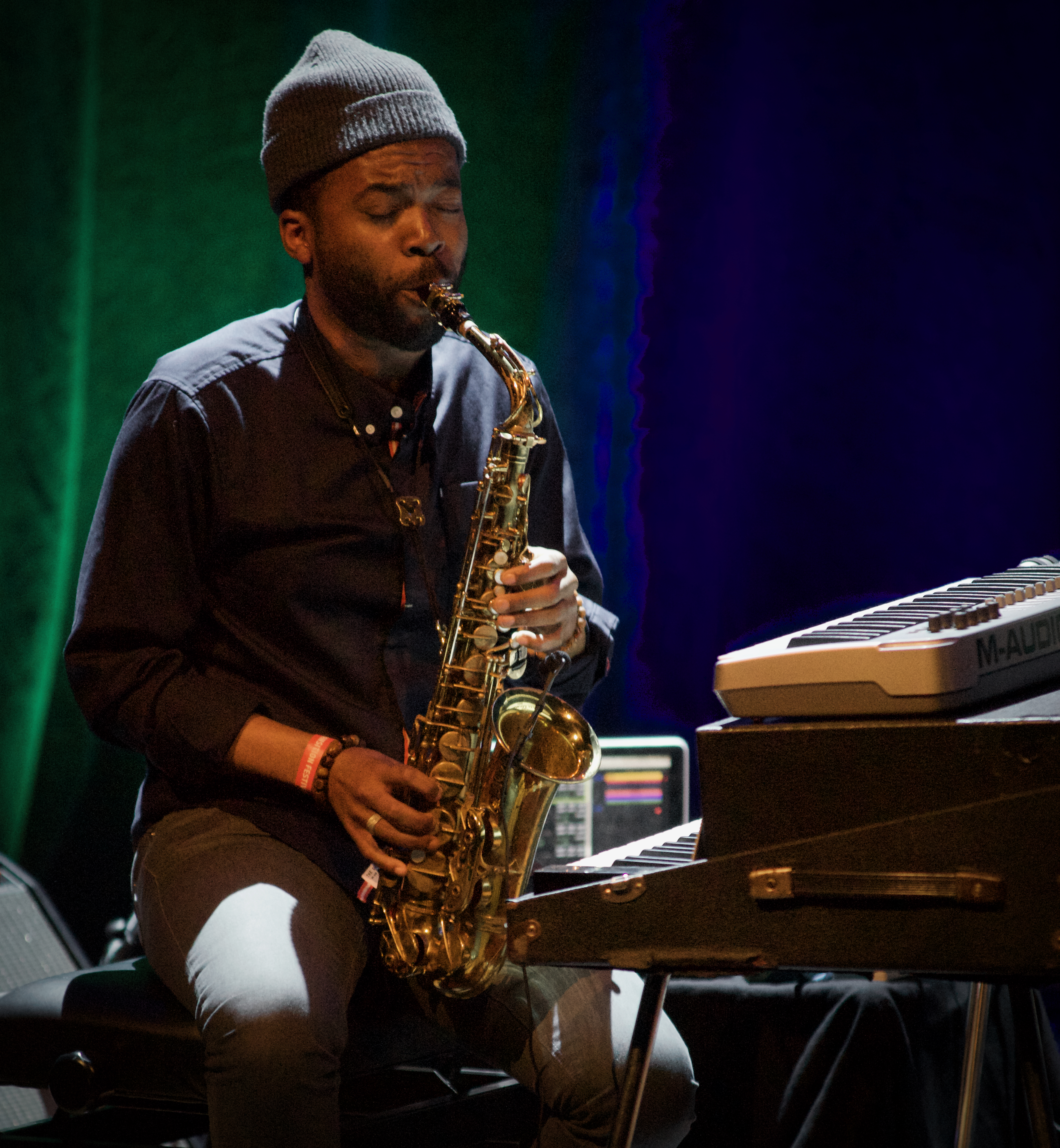
Josh Johnson mit dem Jeff Parker Quartet beim Transition Festival im Tivoli Vredenburg Utrecht, 2017

Das Ergebnis seines Soloprojekts sei ein eigenwilliges Album voller frischer Ansätze, unerbittlicher Neugier und – alles zusammenhaltend wie ein roter Faden – der unaufdringlichen Virtuosität seines Spiels, urteilte Damian Van Denburgh (A Closer Listen). Abgesehen von einigen Audiopassagen in „Telling You“ habe sich Johnson als alleinige Quelle aller Sounds auf dem Album etabliert. Aber wenn man sich seine flinke Saxofonarbeit, seine warmen, gefühlvollen melodischen Wechsel, seine angenehmen Überraschungen anhöre, werde einem schnell klar, dass Johnson kein unterdrückter Frontmann sei, der sich schon zu lange im Schatten anderer abgemüht hat und nun begeistert ist, endlich im Rampenlicht stehen. Stück für Stück werde sein Saxophon gleichmäßig mit seinen unzähligen Synthesizer-Sounds gemischt, was zu etwas Einheitlichem und Organischem führe, das seine Fähigkeit zum Zuhören und zur Zusammenarbeit, auch mit sich selbst, zum Ausdruck bringe. Johnsons Vision würde sich auf die Musik konzentrieren, nicht auf den Künstler, von dem die Musik stammt.
Nachdem sein hervorragendes Soloalbum „Freedom Exercise“ aus dem Jahr 2020 eine entzückende, fesselnde Sammlung von Jazz- und Fusion-Darbietungen war, würde Johnson er mit Unusual Object noch weiter in nicht-traditionelle musikalische Bereiche vordringen, meint Chris Ingalls (Pop Matters). Eines der Dinge, die es zu einem so interessanten und unterhaltsamen Album mache, sei, dass es zwar moderne, etwas experimentelle Techniken zu verwenden scheint, traditionellere Jazz-Fans aber wahrscheinlich nicht abschrecken dürfte. Mit Ausnahme eines Schlagzeug-Samples von Aaron Steele auf dem kinetischen, stark synkopierten „Quince“ sei jeder auf der Platte erzeugte Sound von Johnson geschaffen worden. Die verarbeiteten Sounds und seltsamen Klangschleifen, die in jeden Song eingemischt seien, könnten für einen Jazz-Fan der alten Schule zunächst eine Herausforderung sein, aber der Effekt sei so fesselnd, dass es für jeden ein Leichtes sei, sich in den Sound zu verlieben.
Josh Johnson sei kein Unbekannter in der Kunst des Produktionsschaffens, und dieses Projekt trage dazu bei, seinen Platz als Pionier in diesem Bereich zu festigen, stellte Pingu Davis (Toilet of Hell) über Unusual Object fest. Das Album enthalte Sounds und Konzepte, von denen man nie gedacht hätte, dass sie in einem „Jazz“-Projekt verwendet werden würden. Einige davon seien durchaus sinnvoll, andere eher nicht. Doch selbst wenn bestimmte Ideen keinen Sinn ergäben, würden sie dennoch das widerspiegeln, was man als gute Produktion bezeichnen würde. Es gebe hier viele wirklich tiefgründige und großartige Momente, etwa die Implementierung von Effekten für das Altsaxophon. Es würde zwar fremdartig klingen, doch es sei faszinierend und verwirrend, aber vor allem einfach schön. Während des gesamten Projekts gibt es auch ein paar Sampling-Elemente, die deutlich machen, dass es sich hier nicht um ein typisches Jazz-Album handele. Letztendlich könne man dieses Album als „einen Schritt aus der Komfortzone heraus“ bezeichnen. Es entferne sich von den traditionellen Klängen, die man bereits gehört habe, und bewege sich hin zu etwas Neuem und Anderem.